# STS-104
إس تي إس-104 (بالإنجليزية: STS-104)‏ الرحلة الخامسة بعد المائة ضمن برنامج مكوك الفضاء لوكالة ناسا، والرحلة الرابعة والعشرون على متن مكوك الفضاء أتلانتيس، انطلقت الرحلة في 12 يوليو 2001 من مركز كينيدي للفضاء ، وهبطت بتاريخ 25 يوليو في مركز كنيدي أيضاً، بعد ثلاثة عشر يوماً مكثتها الرحلة في الفضاء، توجهت البعثة إلى محطة الفضاء الدولية وقامت بتثبيت غرفة الضغط المشترك وإجراء صيانة للمحطة، بلغ عدد الرواد المشاركين في الرحلة خمسة رواد.